# Elytrimitatrix trifasciata
Elytrimitatrix trifasciata là một loài bọ cánh cứng trong họ Cerambycidae.